# Noon jezik
Noon jezik (ISO 639-3: snf; isto i non, none, serer, serer-noon), atlantski jezik nigersko-kongoanske porodice, kojim govori oko 32 900 ljudi (2007) u Senegalu, gdje je jedan od službenih jezika.
Etnički sebe smatraju Sererima, pa im se jezik ponekad naziva i serer ili serer-noon, a pripada canginskoj podskupini sjevernoatlantskih jezika. Ima tri dijalekta: padee, cangin, saawii.

## Vanjske poveznice
- Ethnologue (14th)
- Ethnologue (15th)
- The Noon Language